# مئیر عزری
مئیر عزری (به عبری: מאיר עזרי) (۱۹۲۴ - ۲۰۱۵) سفیر و اولین نمایندهٔ تام‌الاختیار نمایندگی سیاسی اسرائیل در تهران بود.
وی نقش مهمی را در ارتقای روابط ایران و اسرائیل در در بین سال‌های ۱۹۵۸ تا ۱۹۷۵ میلادی داشت. مئیر عزری همچنین از فعالان آژانس یهود در ایران بود و نقش مهمی در تسهیل مهاجرت یهودیان ایران به کشور اسرائیل ایفا کرد.

## کتاب خاطرات
مئیر عزری در سال ۲۰۰۱ میلادی، کتاب خاطراتی را به نام «مردمان در میان شما» (به عبری: מי בכם מכל עמו) منتشر ساخت.
شیمون پرز، سیاستمدار اسرائیلی در مقدمه کتاب وی یادآور شده است:
از سال‌های بسیار دور، شاید هم از نسل پیش به این سو، آقای مئیر عزری، یکی از سران یهودیان ایران و سفیر اسرائیل در ایران بوده که برای همگان چهره‌ای شناخته شده‌است. دشوار بتوان میان ما اسرائیلی‌ها کسی را یافت که مانند وی از پیچ و خم‌های تاریخ و سیاست ایران آگاه باشد. مئیر عزری هم زبان ایرانیان را خوب می‌داند، هم با فرهنگ ایرانی به خوبی آشناست. آنچه ما در آینه می‌بینیم، او در خشت خام می‌بیند.
او در این کتاب زوایایی تازه از ارتباط اسرائیل با ایران در دودمان پهلوی را نشان داده است.

## مرکز ایران‌شناسی دانشگاه حیفا
با کمک‌های مالی مئیر عزری، در سال ۲۰۰۶ میلادی، مرکز پژوهشی برای شناخت تاریخ و فرهنگ ایران و حوزه خلیج فارس در دانشگاه حیفا گشوده‌شد.